# Bärendahl
Bärendahl ist ein Ortsteil von Halver im Märkischen Kreis im Regierungsbezirk Arnsberg in Nordrhein-Westfalen (Deutschland).

## Lage und Beschreibung
Bärendahl liegt im westlichen Halver nahe der Stadtgrenze zu Radevormwald nördlich von Schwenke. Weitere Nachbarorte sind  Hakenberg, Diekerhof, Stieneichhofen, Schüreichhofen und Halver.
Der Ort ist über eine Nebenstraße von der Bundesstraße 229 zu erreichen, die von Schwenke abzweigt und weitere Nachbarorte anbindet. Westlich von Bärendahl erhebt sich mit 399 Meter über Normalnull der Frerberg.

## Geschichte
Bärendahl wurde erstmals 1480 urkundlich erwähnt, die Entstehungszeit der Siedlung wird aber im Zeitraum zwischen 1300 und 1400 in der Folge der zweiten mittelalterlichen Rodungsperiode vermutet.
Spätestens seit dem Frühmittelalter (nach anderen Angaben seit vorgeschichtlicher Zeit) verlief eine wichtige Altstraße von Wipperfürth nach Breckerfeld an Bärendahl vorbei. Nördlich des Ortes befindet sich auf dem Bollberg ein Ringwall, der nach Ausgrabungen (Keramikfunde aus dem 9. Jahrhundert) und neueren Forschungen als fränkische Ausbau- und Fliehburg zur Sicherung diese Altstraße gedeutet wird.
Um 1500 ist durch Urkunden belegt, dass der Hof Bärendahl dem bergischen Amt Beyenburg abgabenpflichtig war. Die Gerichtsbarkeit des Hofs unterstand einem extra für die bergischen Höfe im  – ansonsten märkisch beherrschten – Kirchspiel Halver bestellten bergischen Richter, was häufig zu Streit mit dem für das Kirchspiel eigentlich zuständigen märkischen Gografen führte.
Im Jahre 1818 lebten sechs Einwohner im Ort. Laut der Ortschafts- und Entfernungs-Tabelle des Regierungs-Bezirks Arnsberg wurde Bärendahl als Kotten kategorisiert und besaß 1838 eine Einwohnerzahl von 17, allesamt evangelischen Glaubens. Der Ort gehörte zu dieser Zeit der Eickhöfer Bauerschaft innerhalb der Bürgermeisterei Halver an und besaß ein Wohnhaus und eine Fabrik bzw. Mühle.
Das Gemeindelexikon für die Provinz Westfalen von 1887 gibt eine Zahl von zehn Einwohnern an, die in einem Wohnhaus lebten.